# Adolfo Ruiz Cortines
Adolfo Ruiz Cortines (Veracruz, 30 dicembre 1890 – Città del Messico, 3 dicembre 1973) è stato un politico e militare messicano, Presidente del Messico dal 1º dicembre 1952 al 1º dicembre 1958.
Vinse le controverse elezioni presidenziali in Messico del 1952 come candidato del governativo Partito Rivoluzionario Istituzionale (PRI).
Membro dell'Esercito Costituzionalista, Adolfo Ruiz Cortines fu l’ultimo presidente messicano ad aver partecipato attivamente alla Rivoluzione messicana. Lavorò presso il Ministero dell'Industria e del Commercio (in spagnolo: Secretaría de Economía) durante l'amministrazione di Adolfo de la Huerta e, tra il 1921 e il 1935, fu funzionario del Dipartimento di Statistica. Nel 1935 entrò nel Partito Rivoluzionario Istituzionale e fu nominato alto funzionario del Governo del Distretto Federale. Due anni dopo, nel 1937, venne eletto deputato federale per lo stato di Veracruz nella Camera dei deputati. Nel 1939 fu tesoriere della campagna presidenziale di Manuel Ávila Camacho e, nel 1940, assunse la guida della Segreteria Generale del Governo di Veracruz, collaborando con l’allora governatore Miguel Alemán Valdés.
Dal 1941 al 1944 ricoprì l'incarico di alto funzionario della Segreteria del Governo (carica della quale sarebbe divenuto titolare negli anni successivi). Fu Governatore di Veracruz dal 1944 al 1948 e, nel luglio dello stesso anno, assunse ufficialmente la direzione della Segreteria del Governo durante l'amministrazione presidenziale di Miguel Alemán Valdés.
Ruiz Cortines si candidò alla presidenza per il Partito Rivoluzionario Istituzionale nel 1951 e fu eletto l’anno successivo. Durante il suo mandato promosse la riforma dell’articolo 34 della Costituzione del Messico, estendendo alle donne il diritto di voto. Avviò inoltre importanti interventi infrastrutturali, tra cui la creazione dell’Istituto Nazionale per l’Edilizia Abitativa e della Commissione Nazionale per l’Energia Nucleare. Le sue politiche sociali compresero l’introduzione della tredicesima mensilità, mentre in ambito economico si distinse dalle precedenti amministrazioni del PRI adottando misure di austerità fiscale.
Fu uno dei presidenti più anziani a ricoprire la carica e gli viene attribuito il merito di aver guidato il paese verso una fase di stabilità e crescita economica, nota come il Miracolo messicano (in spagnolo: Milagro mexicano). È considerato uno dei presidenti del Messico più popolari del XX secolo.

## Biografia
Nel 1914 Adolfo Ruiz Cortines si arruolò nell’esercito costituzionale messicano e, l’anno successivo, partecipò alle campagne militari contro Pancho Villa, prendendo parte alla battaglia di El Ébano in qualità di segretario privato del generale Jacinto B. Treviño. Nel 1920 aderì alla ribellione di Agua Prieta e, dopo la caduta del governo carranzista, contribuì in modo determinante al recupero e alla consegna del tesoro nazionale al presidente provvisorio Adolfo de la Huerta.
Nel 1948 si dimise dalla carica di governatore di Veracruz per assumere l’incarico di segretario degli Interni nel governo del presidente Miguel Alemán, suo amico personale. Nel 1951 Alemán lo presentò come candidato alla presidenza della Repubblica per il Partito Rivoluzionario Istituzionale (PRI).

## Governo
Dal 1952 al 1958 fu Presidente della Repubblica. Nel 1953 concesse il diritto di voto alle donne e, durante la Settimana Santa del 1954, il suo segretario delle finanze, Antonio Carrillo Flores, decretò la svalutazione del peso, evento che non si sarebbe ripetuto fino al 1976, durante la presidenza di López Portillo.
Nel 1954 l’imperatore Hailé Selassié visitò ufficialmente il Messico come gesto di gratitudine per il sostegno offerto dai messicani all’Etiopia durante l’invasione italiana del 1935.
Il 24 ottobre 1954, il ministro degli affari esteri giapponese, Katsuo Okazaki, arrivò a Città del Messico proveniente da Washington, prima di fare ritorno in Giappone. Durante la visita, fu insignito dell’Ordine dell'Aquila Azteca.
Nell’aprile del 1958, una manifestazione guidata da Othón Salazar si concluse con una violenta repressione e con la sua incarcerazione nel penitenziario di Lecumberri.
Nel 1958 Lázaro Cárdenas compì un viaggio in Cina e in Unione Sovietica, durante il quale fu ricevuto da Mao Zedong, Zhou Enlai e Nikita Chruščëv.
In risposta alle proteste dei lavoratori delle ferrovie, Ruiz Cortines accolse le loro richieste. Tuttavia, il suo successore Adolfo López Mateos si trovò nuovamente a fronteggiare la questione, che culminò nel grande sciopero delle ferrovie del 1959.

## Post-presidenza
Dopo aver ceduto la presidenza a Adolfo López Mateos, si ritirò a vita privata. L'8 dicembre 1961, gli ex presidenti Roque González Garza, Emilio Portes Gil, Pascual Ortiz Rubio, Abelardo Luján Rodríguez, Lázaro Cárdenas, Miguel Alemán e Ruiz Cortines furono invitati a collaborare con il governo di López Mateos.
A Ruiz Cortines fu affidato un incarico onorifico come delegato presso Financiera Nacional, che accettò senza percepire alcun compenso. Nel 1962 si ritirò definitivamente nella sua città natale, Veracruz, dove morì.
La notizia della sua morte fu annunciata in televisione da Jacobo Zabludovsky, mentre il presidente Luis Echeverría ne organizzò le esequie ufficiali. Fu sepolto nel Panteón de Dolores a Città del Messico.